# Regimentul 51 Infanterie (1916-1918)
Regimentul 51 Infanterie a fost o unitate de nivel tactic din rezerva armatei permanente care s-a constituit la 14/27 august 1916, prin mobilizarea unităților și subunităților de infanterie din cercul de recrutare Galați, din cadrul Comandamentului III Teritorial.:p. 81 Regimentul a făcut parte din organica Brigăzii 36 Infanterie. La intrarea în război, Regimentul 51 Infanterie a fost comandat de colonelul Constantin Șerbescu. Regimentul 51 Infanterie a participat la acțiunile militare pe frontul românesc, pe toată perioada războiului, între 14/27 august 1916 - 28 ocotmbrie/11 noiembrie 1918.
Drapelul de luptă al regimentului a fost decorat cu cea mai înaltă distincție de război, Ordinul „Mihai Viteazul”, clasa III:
„Pentru vitejia și avântul cu care au luptat atât ofițerii cât trupa, în aprigele lupte de la Mărășești din anul 1917. În ziua de 6 august pe când regimentul forma centru Diviziei 13 a fost atacat dintr-o parte de trupe din Divizia XII Bavareză, iar din altă parte de trupe din Divizia 115 Prusiană. Ofițerii, subofițerii și soldații au luptat însă cu o furie și cu o îndârjire fără seamăn împotriva acestui puternic atac, dând dovadă de un extraordinar dispreț de moarte și de un înălțător patriotism. Se citează în mod special compania 1 mitraliere, al cărui ofițer și trupă  au fost găsiți, după  luptă  acoperiți lângă mitralierele lor, de cavaleria vrășmașă.”
Înalt Decret no. 1356 din 15 noiembrie 1917

## Participarea la operații

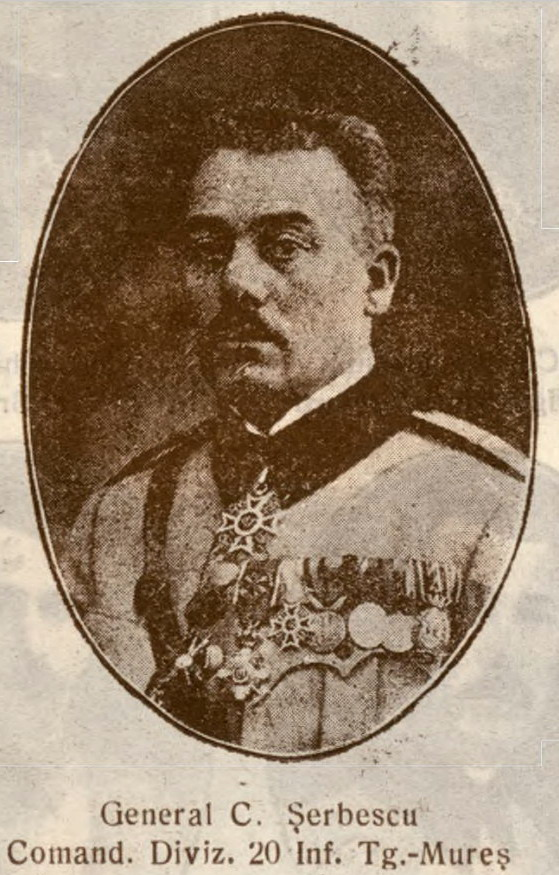
Colonelul Constantin Șerbescu, comandantul regimentului în campania din 1916

## Decorații
- Ordinul „Mihai Viteazul”, clasa III[4]